# Tamás Szabó
Tamás Szabó (Zirc, 30 ottobre 1956) è un vescovo cattolico ungherese, dal 15 marzo 2007 ordinario militare emerito per l'Ungheria e attualmente sospeso a divinis.

## Biografia
Monsignor Tamás Szabó è nato a Zirc il 30 ottobre 1956.

### Formazione e ministero sacerdotale
Ha frequentato la scuola primaria e quella secondaria a Győr. È quindi entrato nell'Accademia del commercio estero di Budapest dove si è laureato nel 1978. Nel 1982 è entrato nel seminario di Győr e in seguito ha studiato alla Pontificia Università Gregoriana a Roma.
Il 20 agosto 1988 è stato ordinato presbitero per la diocesi di Győr. È stato quindi prefetto al seminario di Győr dal 1990 al 1992 e al seminario centrale di Budapest dal 1992 al 1993. Nel 1993 ha conseguito il dottorato in teologia presso l'Università Cattolica Pázmány Péter. Dal 1993 al 1995 e dal 1996 al 1999 è stato segretario della nunziatura apostolica in Ungheria dove ha collaborato con gli arcivescovi Angelo Acerbi e Karl-Joseph Rauber. Dal 1995 al 1996 è stato vicario parrocchiale a Győr-Kisbáca. Dal 1999 alla nomina episcopale è stato professore al seminario di Győr e all'Istituto teologico "Sapientia" di Budapest e direttore della cancelleria della Conferenza episcopale ungherese. Nello stesso periodo ha svolto il servizio pastorale nella chiesa di San Giovanni Battista a Budapest, tra le monache cistercensi del convento "Regina Mundi" e come assistente spirituale della Comunità dell'Emmanuele.

### Ministero episcopale
Il 28 novembre 2001 papa Giovanni Paolo II lo ha nominato ordinario militare per l'Ungheria. Ha ricevuto l'ordinazione episcopale il 12 gennaio successivo nella basilica di Santo Stefano a Budapest dal cardinale László Pacifik Paskai, arcivescovo metropolita di Esztergom-Budapest, coconsacranti l'arcivescovo metropolita di Eger István Seregély e il vescovo di Győr Lajos Pápai. Il presidente della Repubblica Ferenc Mádl lo ha quindi nominato generale di brigata. Essendo già stato attivamente coinvolto nei movimenti di rinnovamento carismatico della Chiesa cattolica, nel settembre del 2002 la Conferenza episcopale ungherese lo ha eletto referente per i movimenti spirituali.
Il 15 marzo 2007 papa Benedetto XVI ha accettato la sua rinuncia al governo pastorale dell'ordinariato. Secondo alcuni organi di stampa la ragione delle sue dimissioni anticipate era l'aver una relazione con una donna. Szabó non ha, però, mai citato i motivi delle sue dimissioni. Il 1º giugno 2007 il presidente della Repubblica László Sólyom lo ha liberato dai suoi doveri nelle Forze armate. In seguito si è sposato civilmente.
Attualmente Szabó è sospeso a divinis e lavora come professore associato di storia medioevale e storia medioevale ungherese al Dipartimento di scienze storiche dell'Università dell’Ungheria Occidentale a Sopron.

## Genealogia episcopale
La genealogia episcopale è:
- Cardinale Scipione Rebiba
- Cardinale Giulio Antonio Santori
- Cardinale Girolamo Bernerio, O.P.
- Vescovo Claudio Rangoni
- Arcivescovo Wawrzyniec Gembicki
- Arcivescovo Jan Wężyk
- Vescovo Piotr Gembicki
- Vescovo Jan Gembicki
- Vescovo Bonawentura Madaliński
- Vescovo Jan Małachowski
- Arcivescovo Stanisław Szembek
- Vescovo Felicjan Konstanty Szaniawski
- Vescovo Andrzej Stanisław Załuski
- Arcivescovo Adam Ignacy Komorowski
- Arcivescovo Władysław Aleksander Łubieński
- Vescovo Andrzej Stanisław Młodziejowski
- Arcivescovo Kasper Kazimierz Cieciszowski
- Vescovo Franciszek Borgiasz Mackiewicz
- Vescovo Michał Piwnicki
- Arcivescovo Ignacy Ludwik Pawłowski
- Arcivescovo Kazimierz Roch Dmochowski
- Arcivescovo Wacław Żyliński
- Vescovo Aleksander Kazimierz Bereśniewicz
- Arcivescovo Szymon Marcin Kozłowski
- Vescovo Mečislovas Leonardas Paliulionis
- Arcivescovo Bolesław Hieronim Kłopotowski
- Arcivescovo Jerzy Józef Elizeusz Szembek
- Vescovo Stanisław Kazimierz Zdzitowiecki
- Cardinale Aleksander Kakowski
- Papa Pio XI
- Cardinale Jusztinián Serédi, O.S.B.
- Arcivescovo Endre Hamvas
- Arcivescovo József Ijjas
- Cardinale László Lékai
- Cardinale László Paskai, O.F.M.
- Vescovo Tamás Szabó